# Ricoh
Společnost Ricoh Company, Ltd. (japonsky 株式会社リコ ー kabušiki gaiša Rikó) je nadnárodní korporace, zabývající se zobrazovací technikou a elektronikou. Byla založena 6.2.1936 pod názvem Riken Sensitized Paper (理研感光紙株式会社 Riken Kankóši Kabushiki-gaisha, Ricoh je přepisem zkratky 理光 [Rikó] do latinky. Také „Riken“ (理研) je samotné zkratkou z 理化学研究 ([rikagaku kenkjú] - fyzikálněchemický výzkum)). Centrála společnosti Ricoh sídlí v Tokiu, v budově Ricoh Building.
Ricoh je největším výrobcem digitálního multifunkčního kancelářského vybavení. Sortiment zahrnuje mj. černobílé a barevné laserové tiskárny, faxy, digitální kopírky, fotoaparáty a software. Jeho aktivity jsou řízeny regionálními ústředími, včetně Ricoh Europe plc se sídlem ve Velké Británii a Nizozemsku a regionálními zastoupeními v Evropě, na Středním východě a v Africe.

## Ricoh Europe
V současné době působí Ricoh Europe v desítkách zemí se dvěma centrálami: v Londýně, Velké Británii a Amstelveenu, Nizozemí.
Ricoh Europe již desátý rok v řadě zaujímá první místo na trhu kopírek formátu A3 v západní Evropě a je na devátém místě v seznamu 2008 Fortune Global 500 mezi společnostmi, které poskytují výpočetní a kancelářskou techniku.

## Ricoh Czech Republic
Přímé zastoupení společnosti Ricoh v ČR bylo založeno v červenci 2015 akvizicí distributora, který působil na trhu od roku 1990. Centrála společnosti sídlí v Praze, pobočky jsou v každém kraji ČR. Společnost Ricoh Czech Republic je orientována na poskytování řešení a služeb pro správu dokumentů v kancelářském i produkčním prostředí, a to jak v papírové, tak i digitální podobě.